# Sveriges Lärares Nykterhetsförbund
Sveriges Lärares Nykterhetsförbund (SLN) var fram till 2018 en nykterhetsorganisation för personer som professionellt arbetar med barn. Organisationen hade sina rötter i Sveriges studerande ungdoms helnykterhetsförbund (SSUH).
Organisationens främsta målsättning var att skapa ett samhälle där barn får växa upp utan kontakt med droger, fria från föräldrars missbruk och eget bruk. Organisationen slogs samman med Sveriges Akademikers Nykterhetsförbund (SAN) 2018, och bildade då Drogfri Uppväxt.